# Rectoría del Señor del Calvario (Orizaba)
La Rectoría de Nuestro Señor del Calvario es un templo religioso de culto católico que pertenece a la jurisdicción eclesiástica de la diócesis de Orizaba, bajo la advocación del Señor del Calvario. Se encuentra ubicado en el centro histórico de la ciudad de Orizaba La construcción original que estuvo en este lugar fue un sencillo templo de madera edificado por los franciscanos en el siglo XVI. La construcción actual data de finales del siglo XIX. El templo resguarda la antigua y valiosa imagen del Cristo del Calvario que fue obsequiada a la ciudad por el entonces obispo de Puebla Juan de Palafox a cuyo obispado perteneció la ciudad.

## Historia
La Iglesia del Calvario original fue la primera iglesia establecida en la ciudad de Orizaba, fue fundada en el año 1564, construyendo en el lugar una capilla de paja. Fue autorizada como Templo del Sacro Monte Calvario, ya que en ella se colocó una imagen de Jesucristo crucificado, conocido como el señor del Calvario. Los indígenas fueron quienes solicitaron este templo y llegaron los frailes franciscanos de Chocaman para edificar este primitivo templo por lo que originalmente solo asistía la población indígena a este templo. Posteriormente se construyó el templo de mampostería que ha perdurado hasta el día de hoy. En 1642, el beato Juan de Palafox y Mendoza, obispo de Puebla, diócesis a la que pertenecía Orizaba en ese entonces, donó a este templo la imagen del Cristo del Calvario que sigue siendo venerado en la actualidad.

### Rectoría

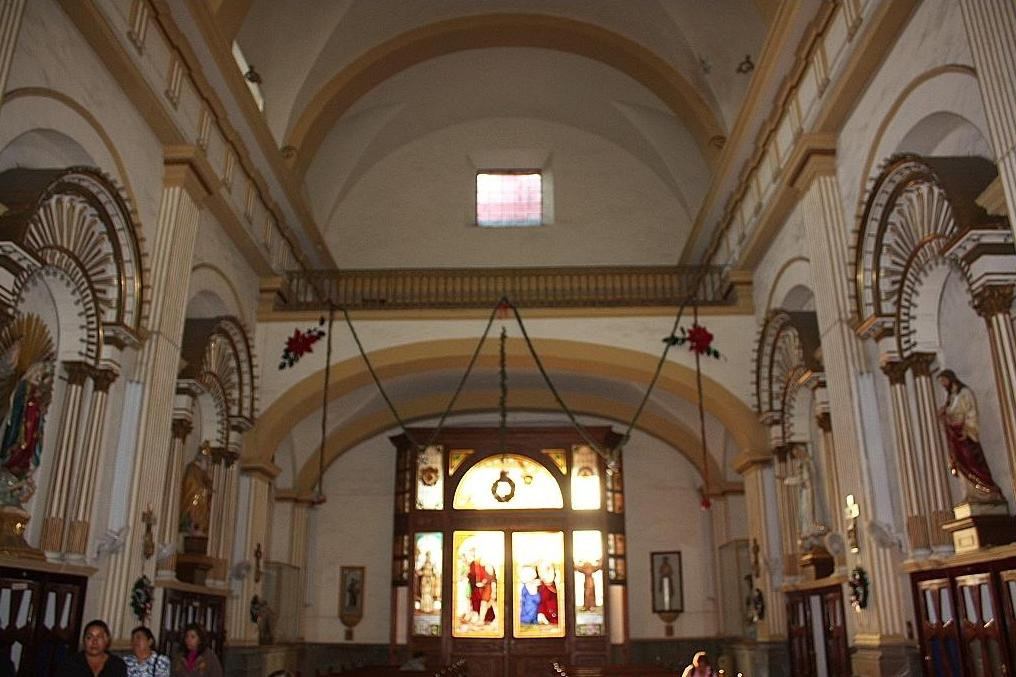
Nave posterior

La iglesia a lo largo de su historia ha sido administrada por tres órdenes religiosas que fueron los franciscanos cuando se construyó el primer templo en el siglo XVI. Posteriormente tras la construcción del templo actual en el siglo XIX fue atendida por sacerdotes diocesanos, después por la orden de los claretianos y posteriormente por los Misioneros del Espíritu Santo hasta que fue suprimida esta orden y a partir de agosto de 2013 la iglesia volvió a manos de un sacerdote diocesano el padre Helkyn Enríquez Báez por decisión del entonces obispo de Orizaba Mons. Marcelino Hernández Rodríguez.

## Descripción del edificio
Consta de un templo tipo románico que anteriormente tenía un convento anexo de las madres carmelitas, posteriormente este convento se separó de la estructura original y con el paso de los años fue desocupado para dar lugar al Colegio preparatorio de Orizaba. La nave principal mide 22.50 metros de largo y 10 metros de ancho.

## Festividades
La principal festividad de este templo es el primer domingo del mes de julio de cada año en que se festeja al señor del calvario. En estas fechas la imagen desciende del nicho principal del altar para ser venerada por los fieles en el centro del templo. Se realizan procesiones posteriormente con la sagrada imagen.

## Galería de imágenes

Rectoría del Señor del Calvario
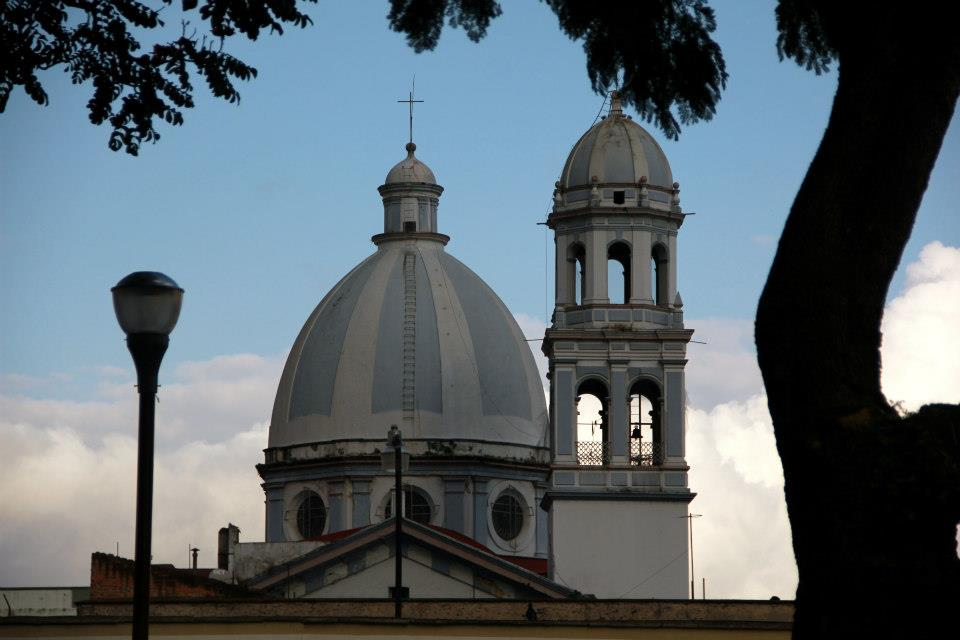
Exterior
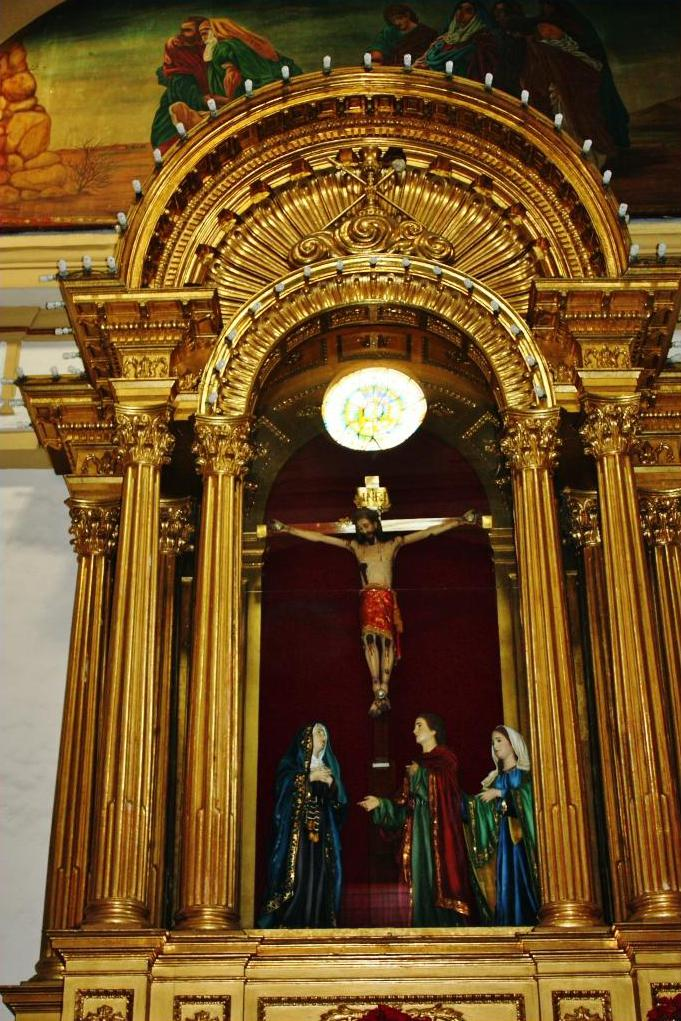
Retablo del Altar Mayor
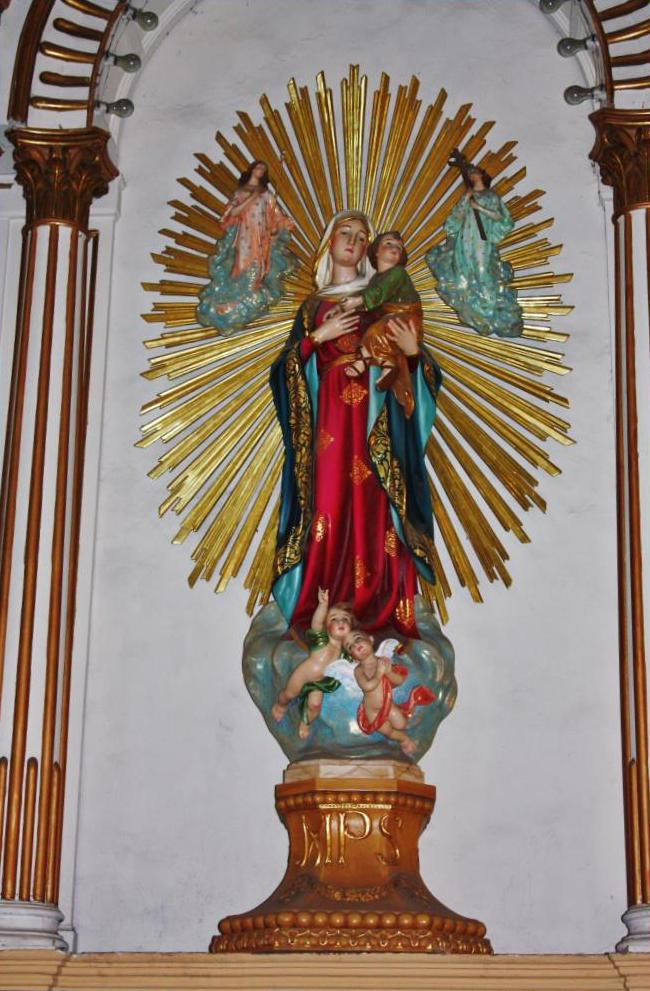
Virgen del Perpetuo Socorro
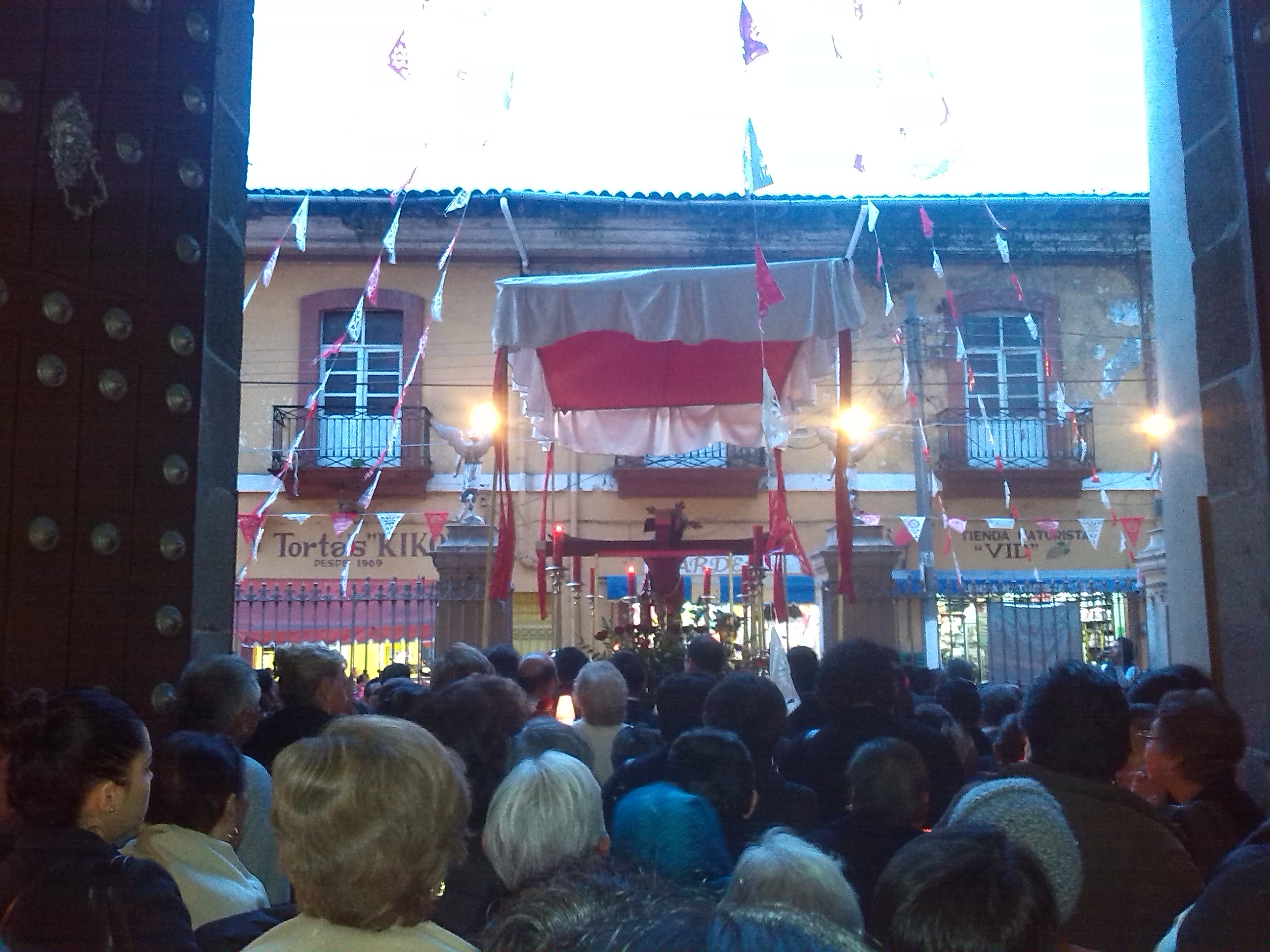
Procesión del señor del Calvario
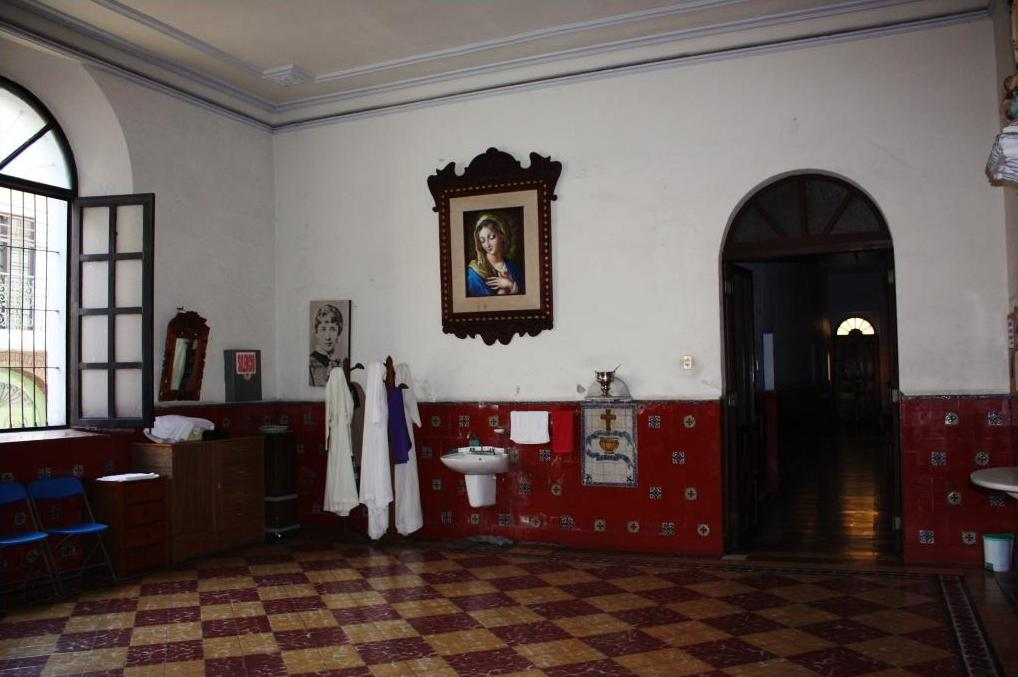
Sacristía
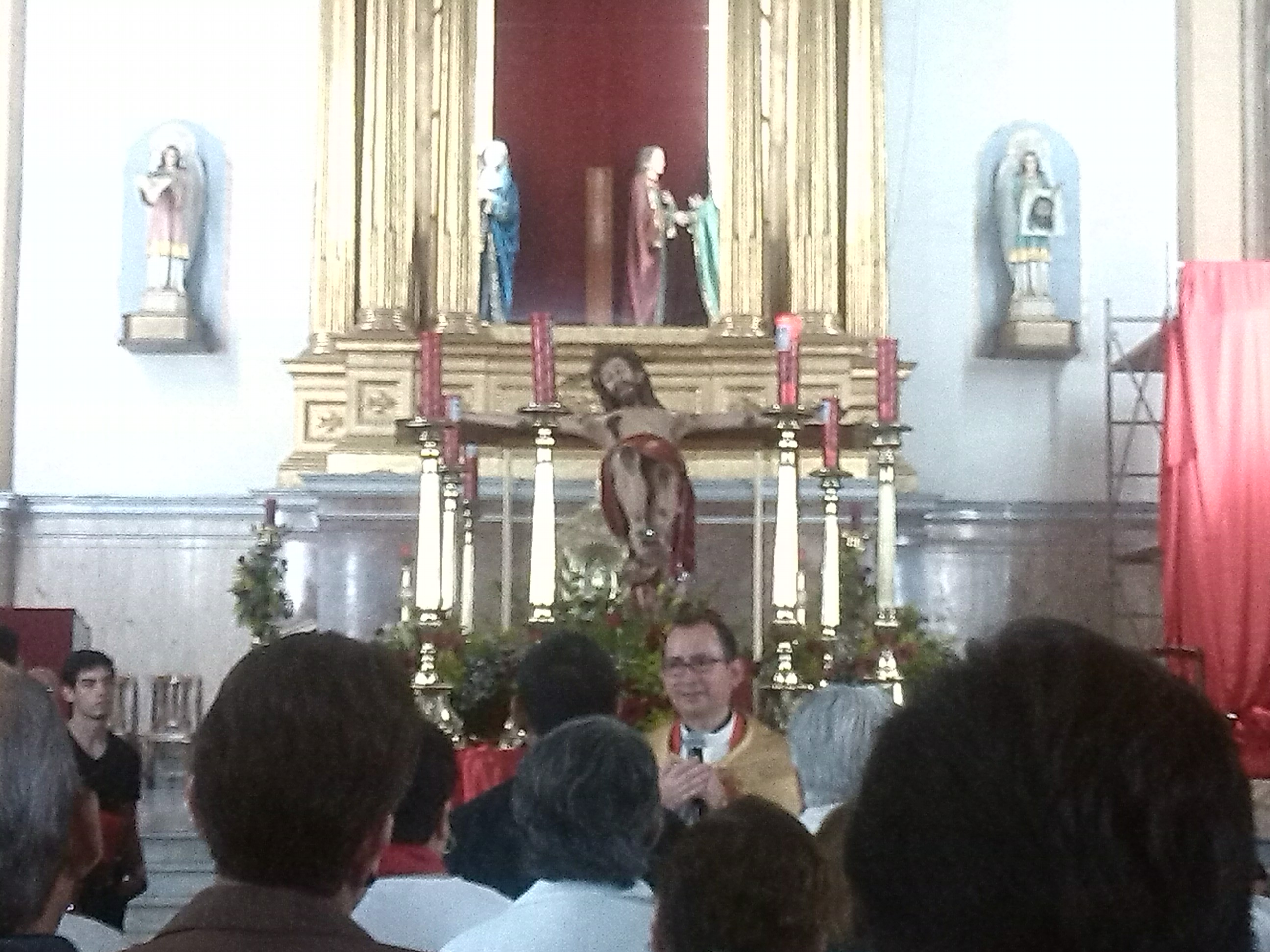
Festividad del mes de julio
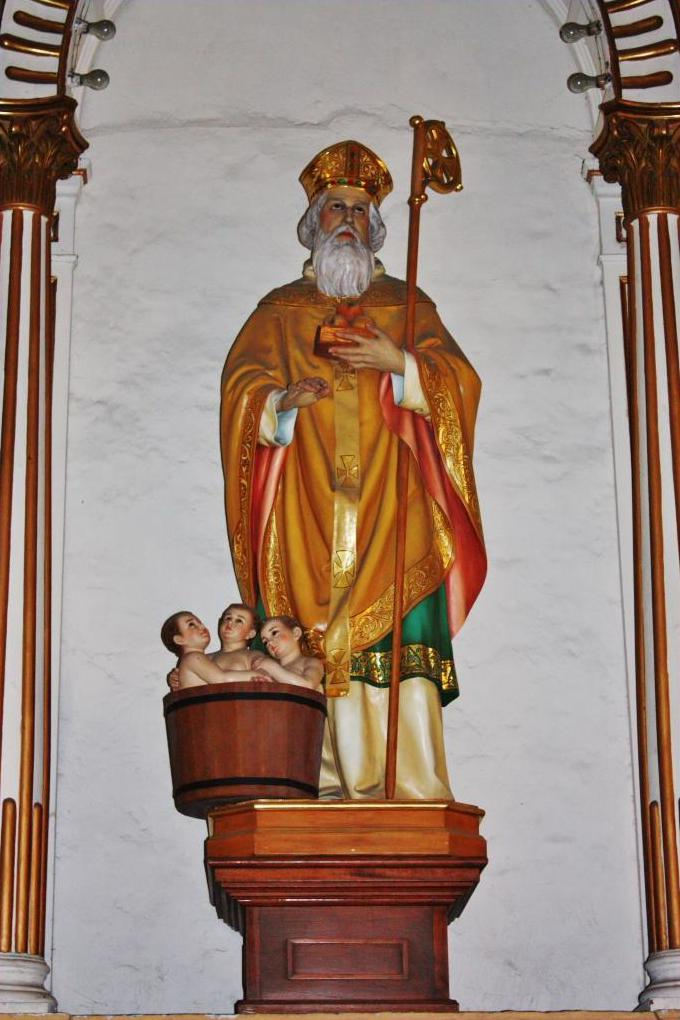
San Nicolás de Bari
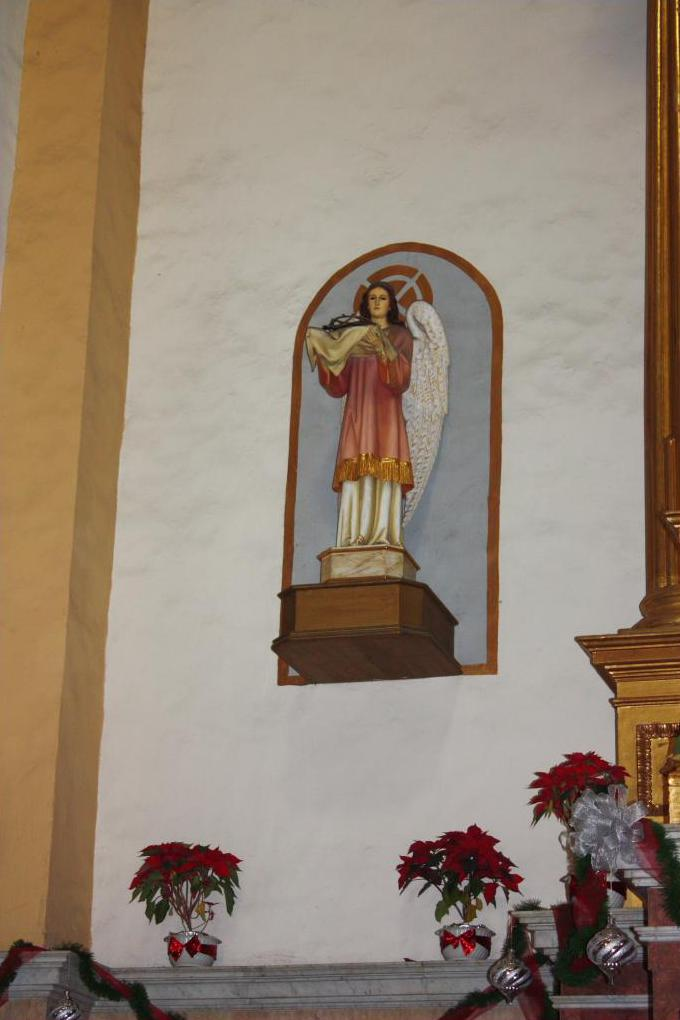
Ángel Custodio
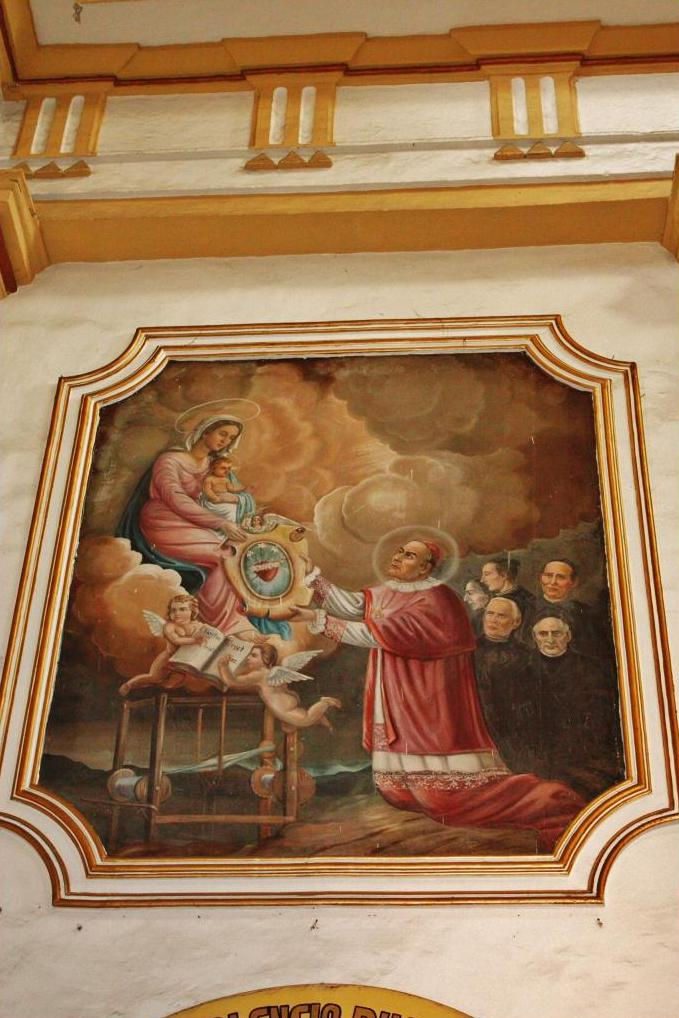
San Antonio María Claret

## Horarios
Horario de misas:
- Domingos: 7:30 a. m., 9:00 a. m., 10:30 a. m., 12:00 p. m., 1:30 p. m., 7:00 p. m., 9:00 p. m.
- Lunes a sábado: 8:30am, 12:00 p. m., 7:00 p. m.